# پل تمیجان
بندانگشتی
پل تمیجان مربوط به اوایل دوره صفوی است و در شهرستان رودسر، روستای تمیجان واقع شده و این اثر در تاریخ ۸ آذر ۱۳۵۴ با شمارهٔ ثبت ۱۱۲۵ به‌عنوان یکی از آثار ملی ایران به ثبت رسیده‌است.